# Vincent Aboubakar
Vincent Aboubakar (født 22. januar 1992) er en camerounsk fodboldspiller, der spiller for den tyrkiske klub  Hatayspor.
Han spiller angreb og er også en del af Camerouns landshold. Han har spillet for flere andre klubber i sin karriere, herunder Cotonsport Garoua fra Cameroun.
Han blev udtaget til VM 2010 i Sydafrika, FIFA Confederations Cup 2017 i Rusland og VM 2022 i Qatar.